# Hexatoma (Eriocera) quadriaurantia
Hexatoma (Eriocera) quadriaurantia is een tweevleugelige uit de familie steltmuggen (Limoniidae). De soort komt voor in het Oriëntaals gebied.